# Voleibol als Jocs Olímpics d'estiu de 2004 - Categoria masculina
Als Jocs Olímpics d'Estiu de 2004 celebrats a la ciutat d'Atenes (Grècia) es disputà una competició de voleibol en categoria masculina, que juntament amb la competició en categoria femenina formà part del programa oficial de voleibol als Jocs Olímpics d'estiu de 2004.
La competició se celebrà entre els dies 15 i 29 d'agost de 2004 a l'Estadi de la Pau i l'Amistat.

## Comitès participants
Hi participaren un total de 143 jugadors de 12 comitès nacionals diferents:
| - Argentina - Austràlia - Brasil - Estats Units | - França - Grècia - Itàlia - Països Baixos | - Polònia - Rússia - Sèrbia i Montenegro - Tunísia |

## Resum de medalles
| Prova               | Or | Argent | Bronze |
| Categoria masculina | Brasil Dante Amaral · Nalbert Bitencourt · Gustavo Endres · Ricardo Garcia · Gilberto Godoy Filho · André Heller · Mauricio Lima · Andre Nascimento · Anderson Rodrigues · Rodrigo Santana · Sergio Dutra Santos · Giovane Gavio | Itàlia Matej Cernic · Alberto Cisolla · Paolo Cozzi · Alessandro Fei · Andrea Giani · Luigi Mastrangelo · Samuele Papi · Damiano Pippi · Andrea Sartoretti · Venceslav Simeonov · Paolo Tofoli · Valerio Vermiglio | Rússia Pavel Abramov · Sergei Baranov · Stanislav Dinyekin · Andrei Egorchev · Alexei Kazakov · Vadim Khamuttskikh · Taras Khtey · Alexei Kosarev · Alexey Kuleshov · Sergey Tetyukhin · Konstantin Ushakov · Alexey Verbov |

## Medaller
| Posició | País   | Or | Argent | Bronze | Total |
| 1       | Brasil | 1  | 0      | 0      | 1     |
| 2       | Itàlia | 0  | 1      | 0      | 1     |
| 3       | Rússia | 0  | 0      | 1      | 1     |

## Resultats

### Ronda preliminar
Grup A
|   | Equip               | Pts | Guanyats | Perduts | SG | SP | Ratio | PG  | PP  | Ratio |
| - | ------------------- | --- | -------- | ------- | -- | -- | ----- | --- | --- | ----- |
| 1 | Sèrbia i Montenegro | 9   | 4        | 1       | 12 | 6  | 2.000 | 427 | 398 | 1.073 |
| 2 | Grècia              | 8   | 3        | 2       | 12 | 9  | 1.333 | 475 | 454 | 1.046 |
| 3 | Argentina           | 8   | 3        | 2       | 12 | 9  | 1.333 | 471 | 457 | 1.031 |
| 4 | Polònia             | 8   | 3        | 2       | 10 | 9  | 1.111 | 422 | 418 | 1.007 |
| 5 | França              | 7   | 2        | 3       | 8  | 10 | 0.800 | 405 | 394 | 1.028 |
| 6 | Tunísia             | 5   | 0        | 5       | 4  | 15 | 0.267 | 373 | 451 | 0.827 |

15 d'agost de 2004
| Sèrbia i Montenegro | 0–3 | Polònia | 21-25, 17-25, 16-25 |
| Argentina           | 3–0 | França  | 25-15, 25-23, 25-22 |
| Tunísia             | 0–3 | Grècia  | 20-25, 14-25, 17-25 |

17 d'agost de 2004
| Tunísia | 2–3 | Argentina           | 20-25, 25-23, 16-25, 25-22, 10-15 |
| França  | 0–3 | Sèrbia i Montenegro | 21-25, 28-30, 22-25               |
| Grècia  | 3–1 | Polònia             | 21-25, 25-18, 25-21, 25-20        |

19 d'agost de 2004
| Polònia             | 0–3 | França  | 15-25, 18-25, 17-25        |
| Sèrbia i Montenegro | 3–0 | Tunísia | 25-16, 25-18, 25-21        |
| Argentina           | 3–1 | Grècia  | 16-25, 25-21, 25-22, 25-22 |

21 d'agost de 2004
| Tunísia   | 1–3 | Polònia             | 18-25, 25-23, 19-25, 23-25        |
| Argentina | 1–3 | Sèrbia i Montenegro | 25-21, 17-25, 21-25, 23-25        |
| Grècia    | 3–2 | França              | 25-22, 14-25, 26-24, 23-25, 15-10 |

23 d'agost de 2004
| França              | 3–1 | Tunísia   | 25-23, 18-25, 25-19, 25-19        |
| Polònia             | 3–2 | Argentina | 25-19, 25-22, 23-25, 22-25, 20-18 |
| Sèrbia i Montenegro | 3–2 | Grècia    | 21-25, 38-36, 25-13, 23-25, 15-12 |

Grup B
|   | Equip         | Pts | Guanyats | Perduts | SG | SP | Ratio | PG  | PP  | Ratio |
| - | ------------- | --- | -------- | ------- | -- | -- | ----- | --- | --- | ----- |
| 1 | Brasil        | 9   | 4        | 1       | 13 | 7  | 1.857 | 483 | 431 | 1.121 |
| 2 | Itàlia        | 8   | 3        | 2       | 13 | 7  | 1.857 | 465 | 434 | 1.071 |
| 3 | Estats Units  | 8   | 3        | 2       | 11 | 8  | 1.375 | 437 | 423 | 1.033 |
| 4 | Rússia        | 8   | 3        | 2       | 11 | 9  | 1.222 | 452 | 430 | 1.051 |
| 5 | Països Baixos | 7   | 2        | 3       | 7  | 11 | 0.636 | 394 | 419 | 0.933 |
| 6 | Austràlia     | 5   | 0        | 5       | 2  | 15 | 0.133 | 331 | 422 | 0.784 |

15 d'agost de 2004
| Països Baixos | 3–2 | Rússia       | 25-23, 19-25, 17-25, 27-25, 18-16 |
| Brasil        | 3–1 | Austràlia    | 23-25, 25-19, 25-12, 25-21        |
| Itàlia        | 3–1 | Estats Units | 25-21, 21-25, 25-17, 25-23        |

17 d'agost de 2004
| Austràlia    | 0–3 | Rússia        | 17-25, 24-26, 23-25               |
| Estats Units | 3–0 | Països Baixos | 26-24, 25-20, 25-18               |
| Brasil       | 3–2 | Itàlia        | 25-21, 15-25, 25-16, 21-25, 33-31 |

19 d'agost de 2004
| Itàlia        | 3–0 | Austràlia    | 25-20, 25-18, 25-21        |
| Països Baixos | 1–3 | Brasil       | 22-25, 26-24, 21-25, 19-25 |
| Rússia        | 3–1 | Estats Units | 22-25, 25-20, 25-16, 25-23 |

21 d'agost de 2004
| Austràlia | 1–3 | Estats Units  | 19-25, 25-23, 13-25, 19-25 |
| Itàlia    | 3–0 | Països Baixos | 25-19, 25-21, 25-20        |
| Brasil    | 3–0 | Rússia        | 25-19, 25-13, 25-23        |

23 d'agost de 2004
| Rússia        | 3–2 | Itàlia    | 25-16, 25-22, 22-25, 23-25, 15-13 |
| Països Baixos | 3–0 | Austràlia | 25-22, 25-17, 25-16               |
| Estats Units  | 3–1 | Brasil    | 25-22, 25-23, 18-25, 25-22        |

### Quadre final
|  | Quarts de final     | Quarts de final |              |              | Semifinals | Semifinals |  |  | Final      | Final |
|  |                     |                 |              |              |            |            |  |  |            |       |
|  | 25 d'agost          |                 |              |              |            |            |  |  |            |       |
|  |                     |                 |              |              |            |            |  |  |            |       |
|  | Sèrbia i Montenegro | 1               |              |              |            |            |  |  |            |       |
|  | Sèrbia i Montenegro | 1               | 27 d'agost   |              |            |            |  |  |            |       |
|  | Rússia              | 3               |              |              |            |            |  |  |            |       |
|  | Rússia              | 3               | Rússia       | 0            |            |            |  |  |            |       |
|  | 25 d'agost          |                 | Rússia       | 0            |            |            |  |  |            |       |
|  |                     | Itàlia          | 3            |              |            |            |  |  |            |       |
|  | Argentina           | Itàlia          | 3            | 1            |            |            |  |  |            |       |
|  | Argentina           |                 | 29 d'agost   | 1            |            |            |  |  |            |       |
|  | Itàlia              | 3               |              |              |            |            |  |  |            |       |
|  | Itàlia              | 3               | Itàlia       | 1            |            |            |  |  |            |       |
|  | 25 d'agost          |                 | Itàlia       | 1            |            |            |  |  |            |       |
|  |                     | Brasil          | 3            |              |            |            |  |  |            |       |
|  | Grècia              | Brasil          | 3            | 2            |            |            |  |  |            |       |
|  | Grècia              | 27 d'agost      |              | 2            |            |            |  |  |            |       |
|  | Estats Units        | 3               |              |              |            |            |  |  |            |       |
|  | Estats Units        | 3               | Estats Units | 0            | Consolació | Consolació |  |  |            |       |
|  | 25 d'agost          |                 | Estats Units | 0            | Consolació | Consolació |  |  |            |       |
|  |                     | Brasil          | 3            |              |            |            |  |  |            |       |
|  | Polònia             | Brasil          | 3            | 0            | Rússia     | 3          |  |  |            |       |
|  | Polònia             |                 |              | 0            | Rússia     | 3          |  |  |            |       |
|  | Brasil              | 3               |              | Estats Units | 0          |            |  |  |            |       |
|  | Brasil              | 3               |              |              | 0          |            |  |  |            |       |
|  |                     |                 |              |              |            |            |  |  | 29 d'agost |       |
|  |                     |                 |              |              |            |            |  |  |            |       |

#### Quarts de final
25 d'agost de 2004
| Sèrbia i Montenegro | 1–3 | Rússia       | 27-29, 25-23, 25-27, 26-28        |
| Argentina           | 1–3 | Itàlia       | 25-22, 22-25, 24-26, 26-28        |
| Grècia              | 2–3 | Estats Units | 20-25, 25-22, 27-25, 23-25, 15-17 |
| Polònia             | 0–3 | Brasil       | 22-25, 25-27, 18-25               |

#### Semifinals
27 d'agost de 2004
| Rússia       | 0–3 | Itàlia | 16-25, 17-25, 16-25 |
| Estats Units | 0–3 | Brasil | 16-25, 17-25, 23-25 |

#### Consolació
29 d'agost de 2004
| Rússia | 3–0 | Estats Units | 25-22, 27-25, 25-16 |

#### Final
| Itàlia | 1–3 | Brasil | 15-25, 26-24, 20-25, 22-25 |